# Palais Leitenberger

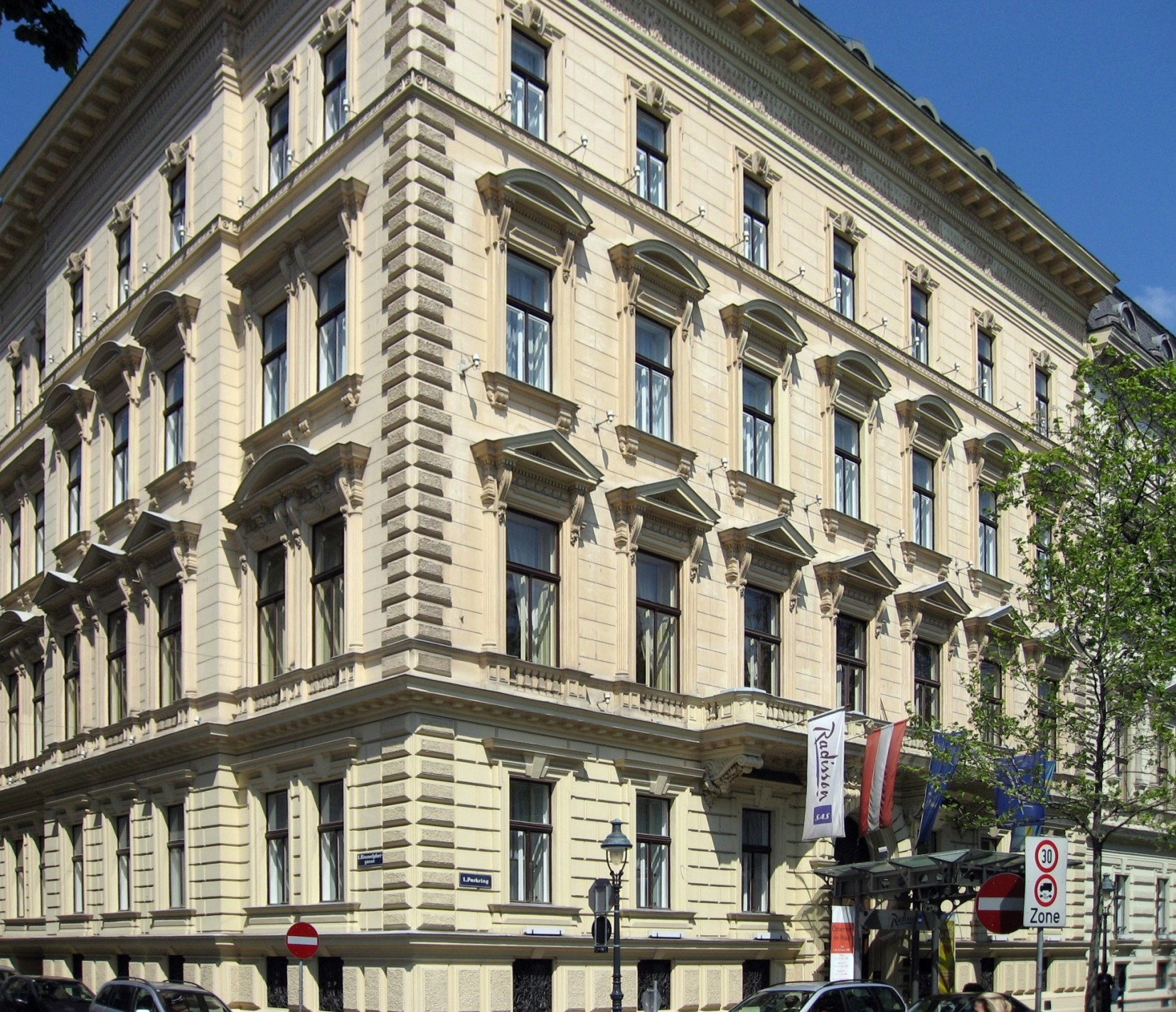
Palais Leitenberger

Das Palais Leitenberger ist ein 1871/72 in Wien im Auftrag von Freiherr Friedrich Franz Josef von Leitenberger (1837–1899), Ehrenpräsident des Verbandes der Baumwollindustriellen, errichtetes Ringstraßenpalais an der Adresse 1., Parkring 16, Ecke Himmelpfortgasse. Architekt war Ludwig Zettl. Es stellt eines der letzten original erhaltenen Palais aus der Zeit des Historismus dar.
Nach dem Zweiten Weltkrieg wurde das Palais als Büro- und Geschäftshaus genutzt, geriet im Lauf der Jahrzehnte aber in immer schlechteren Zustand. Die Sternparkettböden waren verrottet, Massivholztüren lackiert, Bilder übermalt. In den 1980er Jahren stand es nahezu leer.
In den Jahren 1991 bis 1993 wurde das Palais Leitenberger im Zuge der Restaurierungsarbeiten vom neuen Pächter Radisson SAS originalgetreu restauriert und mit dem benachbarten Palais Henckel von Donnersmarck baulich verbunden. Bis 2013 befand sich ein Hotel in den beiden Palais. Seither ließ der Eigentümer die beiden Palais umbauen; sie sollen ein Luxushotel und Luxuswohnungen umfassen. Das Luxushotel Almanac Palais Vienna wurde 2023 eröffnet.

## Belege
1. ↑  Kurzbiografie von Leitenberger | Parlament Österreich. Abgerufen am 17. März 2025.
2. ↑  Heribert Sturm (Hrsg.): Biographisches Lexikon zur Geschichte der böhmischen Länder, herausgegeben im Auftrag des Collegium Carolinum (Institut), Band II, R. Oldenbourg Verlag, München 1984, ISBN 3-486-525514, S. 419
3. ↑  Sarah Leoni: Almanac Palais eröffnet in Wien - Tophotel.de. In: Tophotel.de. 15. März 2023 (tophotel.de [abgerufen am 17. März 2025]).

Koordinaten: 48° 12′ 15″ N, 16° 22′ 37″ O